# USS Roe (DD-24)
USS Roe (DD-24) – amerykański niszczyciel typu Paulding. Jego patronem był admirał Francis Asbury Roe. Po I wojnie światowej służył w United States Coast Guard nosząc oznaczenie CG-18.
Stępkę okrętu położono 18 stycznia 1909 w stoczni Newport News Shipbuilding Company w Newport News. Zwodowano go 24 lipca 1909, matką chrzestną była żona Reynolda T. Halla. Jednostka weszła do służby w US Navy 17 września 1910, jej pierwszym dowódcą był Lieutenant C. H. Woodward.
Okręt był w służbie w czasie I wojny światowej. Działał jako jednostka eskortowa na wodach amerykańskich i europejskich.

## United States Coast Guard
17 lipca 1920 w ramach reformy oznaczeń floty okręt otrzymał oznaczenie DD-24. "Roe" został zreaktywowany w 1924 i przekazany do Departamentu Skarbu. Od 7 czerwca 1924 do 18 października 1930 operował w ramach United States Coast Guard. Bazując w Stapleton służył w patrolach rumowych.
Po powrocie do US Navy został ponownie zakotwiczony w rejonie League Island, gdzie pozostawał do momentu sprzedaży na złom 2 maja 1934. Stało się to zgodnie z ustaleniami traktatu londyńskiego.